# Kent (papierosy)

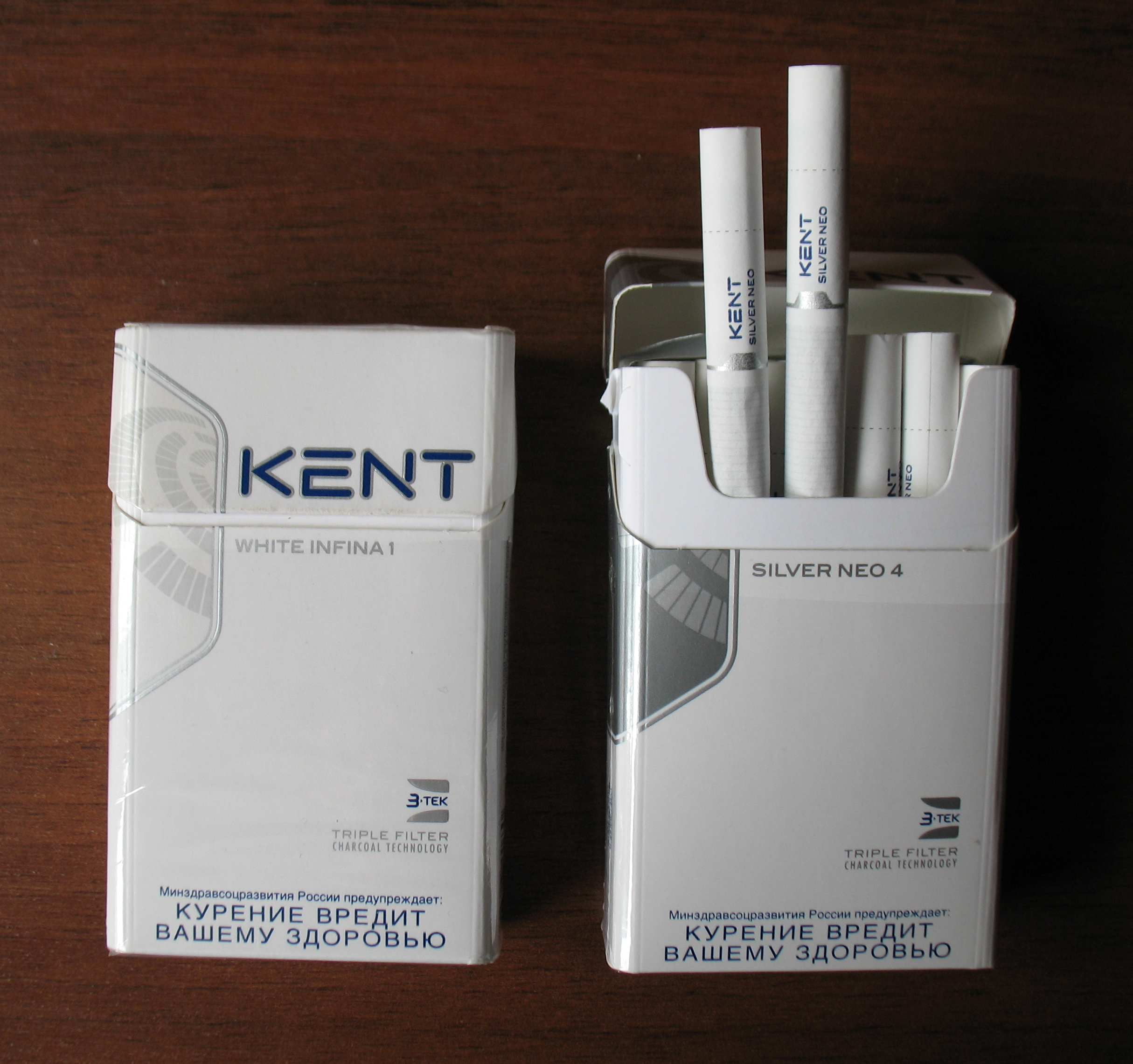
Rosyjska paczka papierosów Kent

Kent – marka papierosów produkowanych przez British American Tobacco (w skrócie: BAT) powstała w 1952 r. Pakowane w charakterystyczne zaokrąglone na brzegach pudełka.
W latach 50. do papierosów marki Kent dodawano filtry z krokidolitu formy azbestu. Podejrzewano, że wiele przypadków międzybłoniaka, były spowodowane paleniem oryginalnych papierosów Kent, co doprowadziło do serii pozwów. w 1956 roku firma po cichu zmieniła filtry z azbestu na bardziej powszechne bazujące na celulozie. Od 1998 r. firma wyposaża swoje wyroby w aktywny filtr węglowy.

## Warianty
Na polskim rynku papierosy te były dostępne w następujących wariantach:
- Nanotek Red - czerwone
- Nanotek Titanium - srebrne
- Nanotek Black - czarne